# Honțișor, Arad
Honțișor este un sat în comuna Gurahonț din județul Arad, Crișana, România.

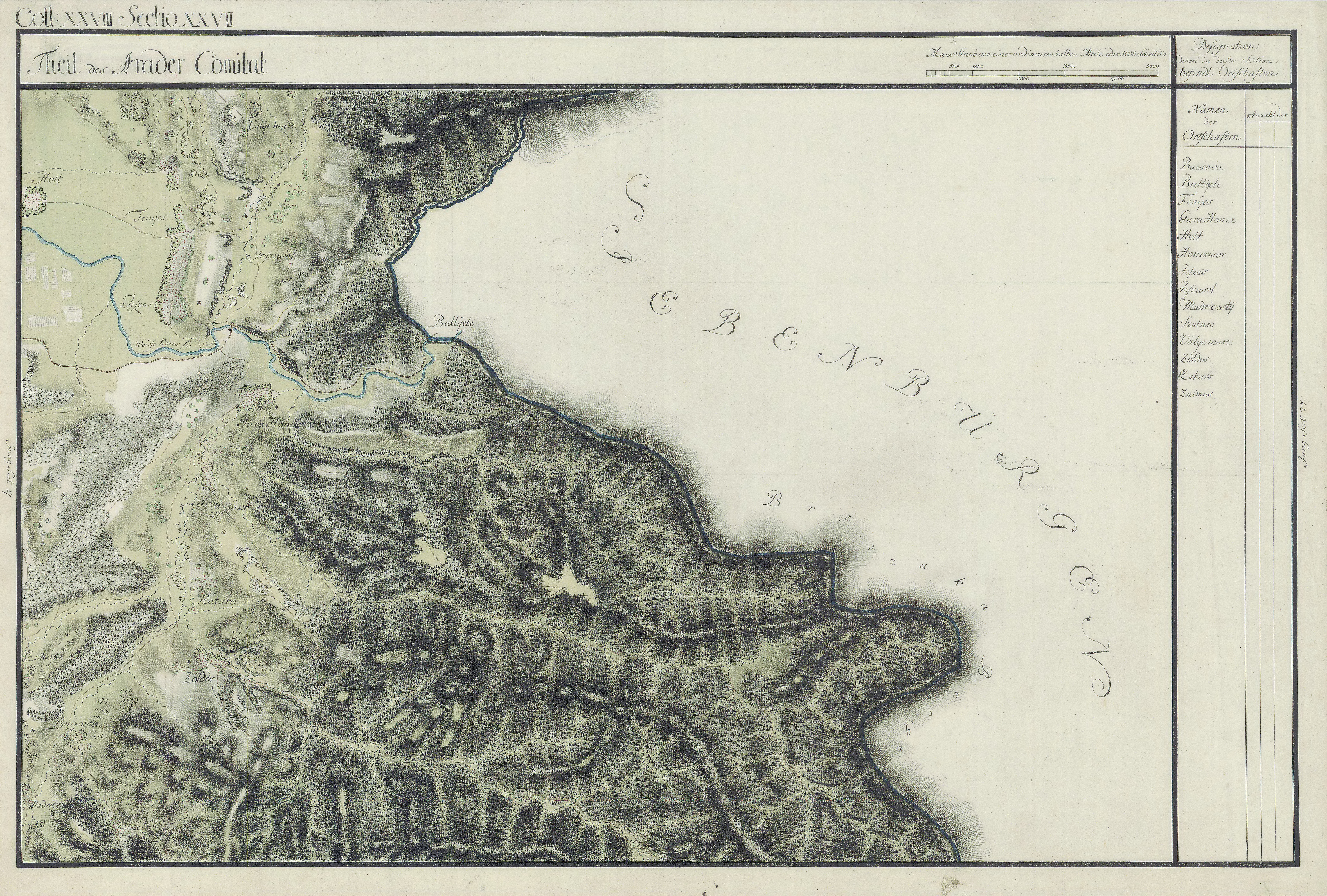
Honțișor în Harta Iozefină a Comitatului Arad, 1782-85